# Ели Саб
Ели Саб (арап. إيلي صعب; Бејрут, 4. јул 1964), познат и под иницијалима ЕС, креатор је високе моде либанског порекла.
Године 1982, Ели Саб је лансирао своје име у модној индустрији када још није имао ни пуних 20 година. Данас, Ели Саб облачи светски познате уметнике, глумце и манекене, али и даље ради из Бејрута. Седиште његове компаније је и дан данас у Либану, земљи којој је веома привржен. Такође има и канцеларије у Милану и Паризу.
Ели Саб је сасвим сам створио своје име у индустрији, без икакве претходне обуке или студија. Као дете је почео да шије, што му је ишло од руке, и сматрао је да би то могло једног дана да му буде и посао. Његове креације данас можемо видети у целом свету.
Познате личности које су верне његовим креацијама:
- Кристина Агилера
- Хали Бери
- Салма Хајек
- Кетрин Зита-Џоунс
- Шарлиз Трон
- Дијана Кригер
- Ева Лонгорија
- Тери Хачер
- Патриша Хитон
- Бијонсе Ноулс
- Николет Шеридан
- Џесика Симпсон
- Краљица Јордана Ранија